# Megamind
Megamind là bộ phim được dàn dựng bởi máy tính, phát hành ở định dạng 3D. Bộ phim được hãng phim DreamWorks Animation sản xuất và phát hành bởi công ty Paramount Pictures. Megamind có cách dẫn chuyện khá hấp dẫn và lôi cuốn ngay từ những giây phút đầu tiên. Thời ấu thơ của Megamind và Metro Man được giới thiệu với những nét đối lập nhau giữa siêu anh hùng và tội phạm tạo nên sắc thái hài hước, có phần châm biếm cho bộ phim. Những câu thoại hóm hỉnh của các nhân vật khiến khán giả bật cười liên tục trong suốt chiều dài hơn 90 phút phim. Tính cách các nhân vật chính được xây dựng rõ rệt nhưng đều toát lên vẻ hài hước, đáng yêu thu hút không chỉ trẻ em mà cả người lớn.
Dự kiện vào tháng 3 năm 2024, chính thức phát hành trên phát trực tuyến của Peacook trong phim Megamind vs. the Doom Syndicate và loạt series Megamind Rules!

## Nội dung
Megamind đưa người xem bước vào thế giới của những siêu nhân và ác nhân. Nhân vật chính của phim là Megamind - tên tội phạm thông minh nhất thế giới và cũng là kẻ thất bại nhất. Trong suốt nhiều năm liền, hắn cố gắng chinh phục thành phố Metro City nhưng đều bị siêu anh hùng khoác áo choàng Metro Man đánh bại. Trong khi Metro Man luôn được người dân thành phố tung hô và tán dương thì Megamind luôn bị mọi người căm ghét và xa lánh. Một ngày, âm mưu hoàn hảo của hắn đã hạ gục được Metro Man.
Thành phố Metro City rơi vào tay Megamind. Tuy nhiên, sau khi Metro Man ra đi thì chẳng còn ai là đối thủ của Megamind nữa. Vì lâu ngày không được chiến đấu, hắn rơi vào tâm trạng buồn bã, chán nản và quyết định tự tạo ra một siêu anh hùng mới để chống lại mình. Tuy nhiên, tên siêu nhân mới được tạo nên lại trở thành một kẻ tội phạm và đi phá hoại khắp nơi. Lúc này, ác nhân Megamind buộc phải ra tay vì thành phố Metro City xinh đẹp. Sánh vai cùng với Megamind và Metro Man là nữ phóng viên gợi cảm Roxanne Ritchi. Một cuộc phiêu lưu mới bắt đầu diễn ra.

## Nhân vật

### Nhân vật chính
- Megamind: Một tên tôi phạm siêu đẳng, đẹp trai vô đối và xảo quyệt có thừa. Từ một kẻ ác anh ta đã trở thành một người anh hùng.
- Minion: Con cá có khả năng tư duy, là người hỗ trợ đồng thời là bạn thân nhất của Megamind.
- Roxanne Ritchi: Một cô phóng viên xinh đẹp. Có tình cảm với cậu sinh viên Bernard và không ưa mấy Hal Stewart (Titan hay Tighten sau này). Trong một lần đi ăn tối với Megamind (đang trong lốt Bernard) thì cô đã hôn Megamind rồi vô tình chạm vào chiếc đồng hồ của anh ta làm cho Megamind lộ nguyên hình. Về sau trở thành người yêu của Megamind
- Metro Man: Tên thật là Mr. Goody-2-Shoes. Luôn là người được hâm mộ ở thành phố Metro. Anh có khả năng bắn tia la-de bằng mắt, sức mạnh phi thường và có thể bay. Về sau anh về hưu, trở thành một nhạc sĩ
- Tighten (Titan): Tên thật là Hal Stewart. Được Megamind cung cấp sức mạnh với mong muốn giúp Hal trở thành siêu nhân nhưng không ngờ Hal đã sử dụng sức mạnh vào mục đích cá nhân và biến thành kẻ xấu. Về sau bị mất sức mạnh và bị nhốt vào nhà tù thành phố Metro

### Nhân vật phụ
- Quản lý: Một người đàn ông không rõ tên, là quản lý tại nhà tù thành phố Metro. Ông ta đã nhiều lần nói chuyện với Megamind và một lần Minion đã giả làm ông ta rồi giải cứu cho Megamind.
- Bernard: Một cậu sinh viên "mọt sách". Megamind dùng cậu để hẹn hò với Roxanne.
- Thị trưởng thành phố Metro: Bị Tighten búng bay đi khi nói rằng Tighten đã giải cứu cho thành phố Metro.

## Đoạn nhạc
1. Giant Blue Head - Hans Zimmer and Lorne Balfe
2. Tightenville (Hal's Theme) - Hans Zimmer and Lorne Balfe
3. Bad To The Bone – George Thorogood & The Destroyers
4. Stars and Tights - Hans Zimmer and Lorne Balfe
5. Crab Nuggets - Hans Zimmer and Lorne Balfe
6. A Little Less Conversation (Junkie XL Remix) – Elvis Presley
7. Mel-On-Cholly - Hans Zimmer and Lorne Balfe
8. Ollo - Hans Zimmer and Lorne Balfe
9. Roxanne (Love Theme) - Hans Zimmer and Lorne Balfe
10. Alone Again Naturally - Gilbert O'Sullivan
11. Drama Queen - Hans Zimmer and Lorne Balfe
12. Rejection In The Rain - Hans Zimmer and Lorne Balfe
13. Lovin’ You - Minnie Riperton
14. Black Mamba - Hans Zimmer and Lorne Balfe
15. Game Over - Hans Zimmer and Lorne Balfe
16. I’m The Bad Guy - Hans Zimmer and Lorne Balfe
17. Evil Lair - Hans Zimmer and Lorne Balfe